# Wangdianzi
Wangdianzi (kinesiska: 王店孜) är en socken i östra Kina. Den ligger i Funan härad i staden Fuyang i provinsen Anhui, omkring 190 kilometer nordväst om provinshuvudstaden Hefei. Antalet invånare är 37821. Befolkningen består av 17 052 kvinnor och 20 769 män. Barn under 15 år utgör 26,0 %, vuxna 15-64 år 62 %, och äldre över 65 år 10,0 %.